# Чарнковский, Адам Уриэль
Адам Уриэль Чарнковский (пол. Adam Uriel Czarnkowski; 1625—1675) — польский государственный и военный деятель, староста мендзыжечский, мендзиленжский и осецкий.

## Биография
Представитель польского шляхетского рода Чарнковских герба «Наленч III». Единственный сын каштеляна познанского Францишка Казимира Чарнковского (+ 1656) и его первой жены Констанции, урожденной Любомирской, дочери Станислава Любомирского, краковского воеводы.
Учился в школе Новодворского в Кракове. В 1647 году он купил старостсва Мендзыжеч и Осек у семьи Опалинских. Последний был передан ему королем Яном III Собеским в 1673 году для управления.
Адам Уриэль Чарнковский женился на Терезе Залеской из Отока, дочери Ремигиана Залеского, каштеляна ленчицкого, от брака с которой у него был сын Владислав и дочь София Анна, вышедшая замуж за познанского каштеляна Яна Кароля Опалинского.
После своей смерти он завещал Осек своему сыну Владиславу. Принимал участие в боях против шведов в 1656 году под командованием Стефана Чарнецкого. Член Сродского сеймика на сейме 1659 года. После Оливского мира (1660 г.) продолжил службу на северо-востоке Речи Посполитой.
На сейме отречения, будучи депутатом от Познанского воеводства 16 сентября 1668 года, подписал акт, подтверждающий отречение Яна II Казимира Вазы.